# Fira dels eginetes
Fira dels eginetes (en grec antic Αἰγινητῶν ἑορτή) era un festival en honor de Posidó que durava setze dies i en el qual les famílies que ho celebraven prenien els seus àpats absolutament soles, sense poder admetre cap esclau ni convidar ningú. Com que les famílies es mantenien confinades, als que seguien aquesta cerimònia se'ls anomenava μονοφάγοι ("monophagoi", que mengen sols).
Plutarc diu que l'origen d'aquesta festa va ser la guerra de Troia quan molts eginetes havien perdut la vida, tant davant de les muralles de la ciutat com en el viatge de tornada. Però d'altres van tornar, i van ser rebuts amb gran alegria pels seus familiars. Per no ferir els sentiments de les famílies que havien de lamentar la pèrdua d'algun ser estimat, van creure que el millor era no mostrar l'alegria en públic ni oferir sacrificis, i les famílies celebraven en privat la tornada dels que ho van fer.